# 艾琳·克雷蒂安
艾琳·克雷蒂安（法語：Aline Chrétien，1936年5月14日—2020年9月12日），婚前姓尚內（Chaîné），是一名加拿大學術行政人員，她是加拿大第20任總理让·克雷蒂安的妻子。她曾擔任秘書、薪資經理和模特兒。在她的晚年生活中，她是多倫多皇家音樂學院訓練有素的鋼琴家。

## 早年生活
艾琳·尚內於1936年5月14日出生在魁北克省沙威尼根，是阿爾伯特·尚內（Albert Chaîné）和伊芳·貝勒瑪（Yvonne Bellemar）的最大的孩子。她的母親是一名美髮師，父親在一家發電廠工作。她16歲就離開了學校，從未上過大學，但在當秘書的時候參加了函授課程。她也曾受聘擔任薪資經理，並為當地服裝店擔任模特兒。
尚內於1957年9月10日與律師让·克雷蒂安結婚。他們育有兩個兒子休伯特（Hubert）和米歇爾（Michel，養子），以及一個女兒法蘭斯。丈夫當選國會議員後，她自學了英語、義大利語和西班牙語，除了母語法語外，還能流利地使用這些語言。

## 總理夫人
1995年11月5日，一名名叫安德烈·達萊爾的闖入者闖入首相位於安大略省渥太華索塞克斯徑24號的官邸。克雷蒂安在熟睡的丈夫身旁被驚醒，她在臥室門口與入侵者對峙。看到他手持一把大刀，她猛地關上門並鎖上，然後叫醒了她的丈夫。
讓·克雷蒂安經常尋求妻子的建議。1996年，《麥克林》雜誌將她列為他最有影響力的顧問之首，並說：「別管稱她為王位背後的力量，她分享了權力的席位。」。在2000年的同一家雜誌中，阿蘭·富林罕將讓和艾琳·克雷蒂安譽為加拿大「最有權力」的兩位政治家，在艾迪·戈登伯格和讓·佩萊蒂埃之上。
讓·克雷蒂安曾公開表示，他的妻子是他的重要顧問。他曾開玩笑說，加拿大完全由女性掌管：君主（伊麗莎白二世）、總督（伍冰枝）和首席大法官（麥嘉琳）都是女性，而克雷蒂安夫人則為總理拉線。他經常開類似玩笑，有一次他對記者說，他不知道下次選舉是什麼時候，因為他還沒有請艾琳定下日期。
1999年，克雷蒂安以總理夫人的身份，與亞伯達省省長簡欣、反對黨領袖普雷斯頓·曼寧和加拿大檢察總長安妮·麥利蘭一起前往W·R·邁爾斯高中槍擊案受害者的追悼會。2003年，她獲頒勞倫森大學的第一個榮譽學位。

## 晚年生活
1963年，克雷蒂安的丈夫首次當選加拿大下議院議員，從那時起她就積極參與了許多慈善組織。除了對語言有濃厚興趣外，她在50多歲時還修習鋼琴課程，並成為多倫多皇家音樂學院的倡導者。讓·克雷蒂安用他在《環球郵報》誹謗案中獲得的賠償金為她購買了一架三角鋼琴。
2010年9月22日，克雷蒂安被任命為勞倫森大學的首任校長，該校是安大略省薩德伯里的一所雙語教育機構。
克雷蒂安患有阿茲海默症。她於2020年9月12日在沙威尼根附近Lac des Piles的家中逝世，享年84歲，兩天前慶祝了結婚63周年紀念，未透露死因。